# Дрейфус, Ив
Ив Дрейфус (фр. Yves Dreyfus, 17 мая 1931, Клермон-Ферран — 16 декабря 2021, Ceyrat) — французский фехтовальщик-шпажист, чемпион мира, призёр Олимпийских игр.

## Биография
Родился в 1931 году в Клермон-Ферране. В 1954 году завоевал бронзовую медаль чемпионата мира. В 1956 году стал бронзовым призёром Олимпийских игр в Мельбурне. В 1960 году принял участие в Олимпийских играх в Риме, но неудачно. В 1961 году стал серебряным призёром чемпионата мира. На чемпионате мира 1962 года стал обладателем золотой и бронзовой медалей. В 1963 году завоевал две серебряные медали чемпионата мира. В 1964 году стал бронзовым призёром Олимпийских игр в Токио. В 1965 и 1966 годах становился чемпионом мира. На чемпионате мира 1967 года стал обладателем серебряной медали.